# Uafhængighed (matematik)
 For alternative betydninger, se Uafhængighed. (Se også artikler, som begynder med Uafhængighed)
Uafhængighed er et begreb inden for matematikken, der bruges i flere grene af matematikken.

## Uafhængige variable
Den uafhængige variabel er i en matematisk funktion den variabel, hvis værdi ikke er afhængig af værdien på andre variabler. Som regel er x den uafhængige og y er den afhængige variabel i en funktion af typen y = f(x).

## Statistik
Inden for statistik og sandsynlighedsregning er stokastiske variable uafhængige, hvis og kun hvis den simultane fordelingsfunktion er produktet af de enkelte fordelingsfunktioner, dvs. hvis
{\displaystyle F(x_{1},\dots ,x_{n})=F_{1}(x_{1})\dots F_{n}(x_{n})}
Det er vigtigt at skelne mellem uafhængighed og korrelation. Uafhængige variable er altid ukorrelerede, mens det omvendte ikke nødvendigvis er tilfældet.

## Lineær uafhængighed
Indenfor lineær algebra siges to vektorer x og  y at være lineære afhængige, hvis det er mulig at finde en konstant a ≠ 0, så
{\displaystyle {\underline {x}}=a{\underline {y}}}
Hvis man ikke kan finde en sådan konstant, vil x og  y være lineære uafhængige. Dette kan udvides til matricer, hvor en matrix X er lineær uafhængig af matricen Y, hvis X ikke kan skrives som en linearkombination af Y.